# Joachim von Vietinghoff
Joachim Freiherr von Vietinghoff (* 8. Mai 1941 in München) ist ein deutscher Filmproduzent.

## Leben
Er stammt aus der livländischen Linie der Vietinghoffs mit Wurzeln sowohl in Marienburg (heute Alūksne) als auch in Salisburg (heute Mazsalaca).
Nach der Ausbildung zum Pressefotografen am Münchner Institut für Bildjournalismus von 1959 bis 1962 wurde Joachim von Vietinghoff Bildjournalist der Internationalen Presseagentur Keystone in München,  Bonn und Hamburg von 1962 bis 1966. 1964/65 leistete er Wehrdienst als Leutnant d.R.
Ab Herbst 1966 übernahm er Assistenzen bei Münchner Film-Produktionsfirmen. Nach diversen Aufnahme-, Produktions- und Herstellungsleitungen (u. a. Supermarkt von Roland Klick, Ansichten eines Clowns von Vojtěch Jasný, Lina Braake, Der Mädchenkrieg und Berlinger von Bernhard Sinkel und Alf Brustellin) entstanden erste eigene Produktionen Wie ich ein Neger wurde (nach Ödön von Horváths Jugend ohne Gott ) von Roland Gall, Uraufführung in Cannes 1970, Bomber & Paganini von Nikos Perakis.
Die Von Vietinghoff Filmproduktion GmbH hat seit ihrer Gründung 1969/70 in München über 70 Spiel-, Fernseh- und Dokumentarfilme produziert. U.a. entstanden Filme wie David von Peter Lilienthal (Goldener Bär und Bundesfilmpreis 1979), Laputa von Helma Sanders-Brahms (Jury-Preis in Montreal), Ardiente Paciencia von Antonio Skármeta (Grand Prix von Biarritz), Satanstango, Die werkmeisterlichen Harmonien und The Man From London (2007 Wettbewerb Cannes) von Béla Tarr.
Von 1983 bis 2001 war er Mitglied des beratenden Auswahlgremiums für den Wettbewerb der Internationalen Filmfestspiele Berlin. Seit 1995 ist er Dozent an der Deutschen Film- und Fernsehakademie Berlin (dffb), am Institut für Schauspiel und Fernsehberufe an der VHS Berlin Mitte (iSFF), an der Filmschule Hamburg Berlin und seit 2002 an der Hochschule Magdeburg-Stendal.
2001 veranstaltete die Deutsche Kinemathek die Ausstellung Bilder, Stories, Filme: der Produzent Joachim von Vietinghoff und eine umfangreiche Retrospektive im Arsenal.
Von Vietinghoff ist ständiges Mitglied der Deutschen Filmakademie und war vier Jahre Vorstandsmitglied.
Neben unterschiedlichsten Preisen und Auszeichnungen erhielt er 2001 das Bundesverdienstkreuz 1. Klasse.
2012 gründete Vietinghoff mit seinem Kollegen Hans W. Geißendörfer und dem Medienunternehmer Andreas Vogel die Schätze des Deutschen Films GmbH, die heute ca. 800 deutsche Spiel- und Dokumentarfilme auf dem Video-on-Demand-Portal alleskino.de online zur Verfügung stellt.

## Filmografie (Auswahl)
- 1980: Der Aufstand
- 1981: Die Ortliebschen Frauen
- 1982: Dear Mr. Wonderful
- 1982: Comeback
- 1983: Bella Donna
- 1984: Das Autogramm
- 1986: Laputa
- 1989: Wedding
- 1990: Der achte Tag
- 1994: Alles auf Anfang
- 2000: Die Werckmeisterschen Harmonien
- 2011: Tatort: Mauerpark